# Kreis Mettmann
Kreis Mettmann is een Kreis in de Duitse deelstaat Noordrijn-Westfalen. Kreisstadt is de gelijknamige stad. De Kreis telt 484.322 inwoners (31 december 2020) op een oppervlakte van 407,21 km². Op 31 december 2020 had 14,39% van de inwoners een niet-Duits staatsburgerschap (69.715 niet-Duitsers) en hadden 1.210 inwoners het Nederlandse staatsburgerschap.

## Steden en gemeentes

Gemeenten in Mettmann

De volgende steden en gemeentes liggen in de Kreis:
- Erkrath
- Haan
- Heiligenhaus
- Hilden
- Langenfeld
- Mettmann
- Monheim am Rhein
- Ratingen
- Velbert
- Wülfrath

Zie ook: Lijst van Kreise en kreisfreie steden in Noordrijn-Westfalen
Erkrath · Haan · Heiligenhaus · Hilden · Langenfeld · Mettmann · Monheim am Rhein · Ratingen · Velbert · Wülfrath